# Liste des coureurs du Tour de France 1964
Cet article dresse la liste des coureurs du Tour de France 1964. Les 132 coureurs sont répartis en 12 équipes.

## Liste des participants
| Légende | Légende                                                                    | Légende | Légende                                                    |
| ------- | -------------------------------------------------------------------------- | ------- | ---------------------------------------------------------- |
| Num     | Dossard de départ porté par le coureur sur ce Tour                         | Pos     | Position à l'arrivée de la course                          |
|         | Indique un maillot de champion national ou mondial, suivi de sa spécialité | NP      | Indique un coureur qui n'a pas pris le départ de la course |
| AB      | Indique un coureur qui n'a pas terminé la course                           | HD      | Indique un coureur qui a terminé la course hors des délais |

| Saint-Raphaël-Gitane-Campagnolo                            | Saint-Raphaël-Gitane-Campagnolo | Saint-Raphaël-Gitane-Campagnolo |
| ---------------------------------------------------------- | ------------------------------- | ------------------------------- |
| Num                                                        | Coureur                         | Pos                             |
| 1                                                          | Jacques Anquetil (FRA)          | 1er                             |
| 2                                                          | Rudi Altig (RFA)                | 15e                             |
| 3                                                          | Jo de Roo (NED)                 | 43e                             |
| 4                                                          | Seamus Elliott (IRL)            | AB-14                           |
| 5                                                          | Pierre Everaert (FRA)           | 63e                             |
| 6                                                          | Albertus Geldermans (NED)       | 38e                             |
| 7                                                          | Jean-Claude Lebaube (FRA)       | AB-13                           |
| 8                                                          | Anatole Novak (FRA)             | 81e                             |
| 9                                                          | Louis Rostollan (FRA)           | 22e                             |
| 10                                                         | Jean Stablinski (FRA)           | 35e                             |
| 11                                                         | André Zimmermann (FRA)          | 36e                             |
| Directeurs sportifs : Raphaël Géminiani et Raymond Louviot |                                 |                                 |

| Mercier-BP-Hutchinson             | Mercier-BP-Hutchinson    | Mercier-BP-Hutchinson |
| --------------------------------- | ------------------------ | --------------------- |
| Num                               | Coureur                  | Pos                   |
| 12                                | Frans Aerenhouts (BEL)   | 75e                   |
| 13                                | Robert Cazala (FRA)      | 59e                   |
| 14                                | Jean Gainche (FRA)       | 31e                   |
| 15                                | Jean-Pierre Genet (FRA)  | 78e                   |
| 16                                | Barry Hoban (GBR)        | 65e                   |
| 17                                | André Le Dissez (FRA)    | AB-7                  |
| 18                                | Frans Melckenbeeck (BEL) | AB-9                  |
| 19                                | Raymond Poulidor (FRA)   | 2e                    |
| 20                                | Robert Poulot (FRA)      | 47e                   |
| 21                                | Victor Van Schil (BEL)   | 32e                   |
| 22                                | Paul Vermeulen (FRA)     | 29e                   |
| Directeur sportif : Antonin Magne |                          |                       |

| Peugeot-BP-Englebert             | Peugeot-BP-Englebert         | Peugeot-BP-Englebert |
| -------------------------------- | ---------------------------- | -------------------- |
| Num                              | Coureur                      | Pos                  |
| 23                               | Ferdinand Bracke (BEL)       | AB-13                |
| 24                               | Henri Duez (FRA)             | 18e                  |
| 25                               | François Hamon (FRA)         | 71e                  |
| 26                               | Pierre Le Mellec (FRA)       | AB-7                 |
| 27                               | Camille Le Menn (FRA)        | 69e                  |
| 28                               | Raymond Mastrotto (FRA)      | 28e                  |
| 29                               | Emile Daems (BEL)            | AB-5                 |
| 30                               | Michel Nédélec (FRA)         | AB-5                 |
| 31                               | Guy Seyve (BEL)              | AB-10                |
| 32                               | Tom Simpson (GBR)            | 14e                  |
| 33                               | Georges Van Coningsloo (BEL) | AB-7                 |
| Directeur sportif : Gaston Plaud |                              |                      |

| Pelforth-Sauvage-Lejeune            | Pelforth-Sauvage-Lejeune   | Pelforth-Sauvage-Lejeune |
| ----------------------------------- | -------------------------- | ------------------------ |
| Num                                 | Coureur                    | Pos                      |
| 34                                  | Henry Anglade (FRA)        | 4e                       |
| 35                                  | Édouard Delberghe (FRA)    | 51e                      |
| 36                                  | Guy Epaud (FRA)            | 34e                      |
| 37                                  | Hubert Ferrer (FRA)        | 54e                      |
| 38                                  | André Foucher (FRA)        | 6e                       |
| 39                                  | Georges Groussard (FRA)    | 5e                       |
| 40                                  | Joseph Groussard (FRA)     | 74e                      |
| 41                                  | Jan Janssen (NED)          | 24e                      |
| 42                                  | Jean-Claude Lefebvre (FRA) | AB-13                    |
| 43                                  | François Mahé (FRA)        | AB-5                     |
| 44                                  | Willy Monty (BEL)          | 30e                      |
| Directeur sportif : Maurice De Muer |                            |                          |

| Margnat-Paloma-Dunlop          | Margnat-Paloma-Dunlop     | Margnat-Paloma-Dunlop |
| ------------------------------ | ------------------------- | --------------------- |
| Num                            | Coureur                   | Pos                   |
| 45                             | Jean Anastasi (FRA)       | AB-7                  |
| 46                             | Federico Bahamontes (ESP) | 3e                    |
| 47                             | André Darrigade (FRA)     | 67e                   |
| 48                             | Jacques Gestraud (FRA)    | AB-13                 |
| 49                             | Jean Graczyk (FRA)        | 76e                   |
| 50                             | Esteban Martin (ESP)      | 11e                   |
| 51                             | Claude Mattio (FRA)       | 27e                   |
| 52                             | Jean Milesi (FRA)         | 77e                   |
| 53                             | Joseph Novales (FRA)      | 19e                   |
| 54                             | Eddy Pauwels (BEL)        | 20e                   |
| 55                             | José Segú (ESP)           | 45e                   |
| Directeur sportif : Raoul Rémy |                           |                       |

| Wiel's-Groene Leeuw                 | Wiel's-Groene Leeuw       | Wiel's-Groene Leeuw |
| ----------------------------------- | ------------------------- | ------------------- |
| Num                                 | Coureur                   | Pos                 |
| 56                                  | Benoni Beheyt (BEL)       | 49e                 |
| 57                                  | Jean-Baptiste Claes (BEL) | 79e                 |
| 58                                  | Gilbert Desmet (BEL)      | 8e                  |
| 59                                  | Gilbert De Smet (BEL)     | 40e                 |
| 60                                  | Hans Junkermann (RFA)     | 9e                  |
| 61                                  | Karl-Heinz Kunde (RFA)    | 16e                 |
| 62                                  | Yvo Molenaers (BEL)       | AB-9                |
| 63                                  | Jozef Timmerman (BEL)     | AB-13               |
| 64                                  | René Van Meenen (BEL)     | AB-7                |
| 65                                  | Frans Verbeeck (BEL)      | AB-9                |
| 66                                  | Michael Wright (GBR)      | 56e                 |
| Directeur sportif : Albert De Kimpe |                           |                     |

| Solo-Superia                     | Solo-Superia                   | Solo-Superia |
| -------------------------------- | ------------------------------ | ------------ |
| Num                              | Coureur                        | Pos          |
| 67                               | Arthur Decabooter (BEL)        | AB-16        |
| 68                               | Vic Denson (GBR)               | 72e          |
| 69                               | Willy Derboven (BEL)           | 68e          |
| 70                               | Armand Desmet (BEL)            | AB-13        |
| 71                               | Henri De Wolf (BEL)            | AB-7         |
| 72                               | Louis Proost (BEL)             | AB-6         |
| 73                               | Edward Sels (BEL)              | 33e          |
| 74                               | Edgard Sorgeloos (BEL)         | 61e          |
| 75                               | Michel Van Aerde (BEL)         | 58e          |
| 76                               | Bernard Van De Kerckhove (BEL) | 57e          |
| 77                               | Rik Van Looy (BEL)             | AB-3         |
| Directeur sportif : Robert Naeye |                                |              |

| Flandria-Romeo                          | Flandria-Romeo                | Flandria-Romeo |
| --------------------------------------- | ----------------------------- | -------------- |
| Num                                     | Coureur                       | Pos            |
| 78                                      | Willy Bocklant (BEL)          | AB-10          |
| 79                                      | Walter Boucquet (BEL)         | AB-5           |
| 80                                      | Frans Brands (BEL)            | 70e            |
| 81                                      | Jos Hoevenaers (BEL)          | AB-12          |
| 82                                      | Marcel Ongenae (BEL)          | AB-4           |
| 83                                      | Jozef Planckaert (BEL)        | AB-9           |
| 84                                      | Clément Roman (BEL)           | AB-5           |
| 85                                      | Willy Vannitsen (BEL)         | AB-7           |
| 86                                      | Guillaume Van Tongerloo (BEL) | 53e            |
| 87                                      | Camille Vyncke (BEL)          | 42e            |
| 88                                      | Hubertus Zilverberg (NED)     | 37e            |
| Directeur sportif : Guillaume Driessens |                               |                |

| Ferrys                                 | Ferrys                    | Ferrys |
| -------------------------------------- | ------------------------- | ------ |
| Num                                    | Coureur                   | Pos    |
| 89                                     | José Bernárdez (ESP)      | AB-14  |
| 90                                     | Antonio Bertran (ESP)     | 55e    |
| 91                                     | Rogelio Hernández (ESP)   | 26e    |
| 92                                     | Salvador Honrubia (ESP)   | 80e    |
| 93                                     | Fernando Manzaneque (ESP) | 12e    |
| 94                                     | Gabriel Mas (ESP)         | AB-7   |
| 95                                     | Luís Otaño (ESP)          | 44e    |
| 96                                     | Miguel Pacheco (ESP)      | AB-14  |
| 97                                     | José Pérez Francés (ESP)  | AB-13  |
| 98                                     | Raul Rey (ESP)            | AB-7   |
| 99                                     | Francisco José Suñé (ESP) | AB-6   |
| Directeur sportif : Damián Pla Sanchis |                           |        |

| KAS-Kaskol                             | KAS-Kaskol                  | KAS-Kaskol |
| -------------------------------------- | --------------------------- | ---------- |
| Num                                    | Coureur                     | Pos        |
| 100                                    | Antonio Barrutia (ESP)      | 73e        |
| 101                                    | Sebastian Elorza (ESP)      | 23e        |
| 102                                    | Carlos Echeverría (ESP)     | AB-7       |
| 103                                    | Francisco Gabica (ESP)      | 13e        |
| 104                                    | Julio Jiménez (ESP)         | 7e         |
| 105                                    | José Antonio Momeñe (ESP)   | AB-8       |
| 106                                    | Manuel Martín Piñera (ESP)  | 52e        |
| 107                                    | Joaquín Galera (ESP)        | 17e        |
| 108                                    | Juan María Uribezubia (ESP) | 41e        |
| 109                                    | Valentín Uriona (ESP)       | AB-3       |
| 110                                    | Eusebio Vélez (ESP)         | AB-9       |
| Directeur sportif : Dalmacio Langarica |                             |            |

| Salvarani                         | Salvarani                 | Salvarani |
| --------------------------------- | ------------------------- | --------- |
| Num                               | Coureur                   | Pos       |
| 111                               | Vittorio Adorni (ITA)     | 10e       |
| 112                               | Battista Babini (ITA)     | 25e       |
| 113                               | Ercole Baldini (ITA)      | AB-7      |
| 114                               | Bruno Fantinato (ITA)     | 48e       |
| 115                               | Antonio Franchi (ITA)     | 46e       |
| 116                               | Italo Mazzacurati (ITA)   | 50e       |
| 117                               | Mario Minieri (ITA)       | 62e       |
| 118                               | Arnaldo Pambianco (ITA)   | 21e       |
| 119                               | Romano Piancastelli (ITA) | AB-7      |
| 120                               | Pietro Scandelli (ITA)    | AB-1      |
| 121                               | Vito Taccone (ITA)        | AB-13     |
| Directeur sportif : Luciano Pezzi |                           |           |

| Televizier                          | Televizier                     | Televizier |
| ----------------------------------- | ------------------------------ | ---------- |
| Num                                 | Coureur                        | Pos        |
| 122                                 | Piet Damen (NED)               | AB-13      |
| 123                                 | Jo de Haan (NED)               | 60e        |
| 124                                 | Cees Haast (NED)               | 39e        |
| 125                                 | Fons Steuten (NED)             | AB-7       |
| 126                                 | Henk Nijdam (NED)              | 66e        |
| 127                                 | André van Aert (NED)           | AB-7       |
| 128                                 | Jacques van der Klundert (NED) | AB-7       |
| 129                                 | Leo van Dongen (NED)           | AB-9       |
| 130                                 | Cees van Espen (NED)           | AB-6       |
| 131                                 | Piet van Est (NED)             | AB-16      |
| 132                                 | Rik Wouters (NED)              | 64e        |
| Directeur sportif : Kees Pellenaars |                                |            |